# Nadja Abd el Farrag
Nadja Abd el Farrag, nota anche con lo pseudonimo di Naddel (Amburgo, 5 marzo 1965 – Amburgo, 9 maggio 2025), è stata una conduttrice televisiva e cantante tedesca.

## Biografia
Nadja Abd el Farrag nacque il 5 marzo 1965 ad Amburgo, allora Germania Ovest, da padre sudadenese, Ibrahim, e madre tedesca, Uta. Lasciò la scuola un anno prima dell'Abitur.
Dal 1989 al 1996 e dal 1997 al 2001 fu fidanzata con Dieter Bohlen, per il quale fece anche da vocalist nel progetto musicale Blue System. Intorno alla metà degli anni novanta iniziò a posare come modella erotica, ottenendo anche due copertine di Playboy.
Il 4 settembre 1999 esordì in televisione come moderatrice del talk show erotico Peep!: fu molto criticata per via di un'intervista a un pupazzo di gomma riproducente l'allora cancelliere Gerhard Schröder (doppiato da Elmar Brandt); lo stesso Schröder scrisse una lettera indignata agli autori del programma e addirittura minacciò una denuncia, ma Nadja Abd el Farrag si difese sostenendo di aver saputo di dover realizzare quell'intervista solo all'ultimo momento. 
Nel 2002 fu sul punto di abbandonare il mondo dello spettacolo, avendo iniziato a lavorare in una casa di riposo, ma nel 2003 pubblicò un libro di ricette, si esibì in un'audace danza del ventre nel video Oriental Dance Aerobics, e diede alle stampe un'autobiografia che divenne poi causa di un contenzioso con Bohlen per alcuni particolari sulla loro relazione e anche con Gerd Graf Bernadotte, il loro manager.
Dal 2004 riprese a condurre programmi televisivi. Nel 2006 incise un album pop, contenente anche alcuni duetti con Kurt Elsasser, riscuotendo un buon successo. Nel 2009 divenne testimonial per Orion e per la fiera erotica Venus di Berlino.
Dopo aver vissuto per qualche tempo in Austria, ritornò nel 2012 in Germania, nella sua città natale.
Apparve ancora in programmi televisivi tedeschi nel 2015 e nel 2016.
Nel 2018 fece uscire un suo nuovo libro autobiografico, in cui rivelò i suoi problemi di alcolismo, sfociati in una cirrosi epatica. Due anni dopo dichiarò di voler ritirarsi a vita privata. Tuttavia nel 2023 incise due singoli insieme ad Andreas Ellermann.
Ricoverata in una clinica ad Amburgo, Nadja Abd el Farrag morì il 9 maggio 2025 all'età di 60 anni. La causa del decesso, diramata alla stampa il giorno 12, fu una sindrome da disfunzione multiorgano.

## Vita privata
Non si sposò mai né divenne madre. Dopo la rottura definitiva con Dieter Bohlen si legò sentimentalmente a Ralph Siegel per un breve periodo.

## Discografia

### Album
- Weiße Pferde, mit Kurt Elsasser, Album, 2007

### Singoli
- Blinder Passagier, mit Kurt Elsasser, Single, 2007
- Weil ich dir vertrau, mit Kurt Elsasser, Single, 2008
- Amore per sempre, mit Kurt Elsasser, Single, 2008
- Heimat, mit Kurt Elsasser, Single, 2008
- Kleiner Hai, Onkel Balu feat. Ray Jr. vs. Naddel, Single, 2008
- Sun of Mallorca, Single, 2009
- Zieh dich aus kleine Maus, Naddel feat. Die Apostel, Single, 2010
- The Beat is on, T. Cane feat. Nadja Abd el Farrag und Greg Bannis, Single, 2011
- Knietief im Dispo, Naddel & Krümel, Single, 2016
- Fiesta Mexicana, mit Andreas Ellermann, Single, 2023
- Ich bin verliebt in die Liebe, mit Andreas Ellermann, Single, 2023

## Filmografia
- 2001–2002: S.O.S. Barracuda (Fernsehserie, 4 Folgen)
- 2002: Unser Charly (Fernsehserie, Folge 83: Charly auf Tour)
- 2007: Crazy Race 3 – Sie knacken jedes Schloss
- 2011: Alarm für Cobra 11 – Die Autobahnpolizei (Fernsehserie, Folge 224: Wettlauf gegen die Zeit)

## Libri
- Naddel kocht verführerisch gut. Südwest, München 2001, ISBN 3-517-06538-2.
- Ungelogen – (k)eine Liebesgeschichte. 2. Auflage. Herbig, München 2003, ISBN 3-7766-2339-X.
- Achterbahn. Eine Biografie. Obermayer, Buchloe 2018, ISBN 978-3-943037-46-3.